# Los Pasteles Verdes
Los Pasteles Verdes é um grupo musical que surgiu no início dos anos 70 , na cidade de Chimbote, no Peru , embora tenha desenvolvido grande parte de sua carreira na Argentina e no México. Era, inicialmente formado por sete jovens integrantes: Aldo Guibovich (cantor principal), German Laos (também cantor),  os irmãos Hugo (guitarrista) e César Acuña (tecladista), Ernesto Pozo (baterista), Miguel Moreno (contra-baixista) e Raul Padilla (percussionista).

## Trajetória

### Os primeiros anos
Após inúmeras pequenas apresentações em festas e festivais, no dia 13 de outubro de 1973, os diretores da INFOPESA, gravadora de maior projeção no Peru na época, deram-lhes a oportunidade de gravar duas canções, "Puertos Queridos" (tropical), interpretada por Germán Laos, e "Angelitos Negros" (canção romântica), interpretada por Aldo Guibovich. Para surpresa de muitos, a direção da rádio decidiu promover Angelitos Negros, tornando-se um sucesso nacional.
Com o imenso sucesso de  seu primeiro álbum single, a gravadora decide completar o que seria seu primeiro álbum, com canções como "El Reloj", "Recuerdos de una noche" e "El presidiario" com as quais o sucesso aumentou.

### Anos 80
Após sucesso da década de 70 a banda se divide surgindo assim várias denominações advindos do original e, Hugo Acuña vai morar nos Estados Unidos, aonde leva o nome da marca Los Pasteles Verdes. Aldo Guibovich vai morar no México e cria um novo grupo, chamado “Aldo e Los Pasteles Verdes”. Fernando Árias também cria seu grupo. Estes novos conjuntos cantam no mesmo estilo criado no início dos anos de 1970, onde versionam os antigos boleros em baladas.

## Discografia
| Ano  | Álbum                                                       | Gravadora                        | Formato | Grupo                           |
| ---- | ----------------------------------------------------------- | -------------------------------- | ------- | ------------------------------- |
| 1974 | Recuerdos de una Noche                                      | Infopesa                         | LP      | Los Pasteles Verdes             |
| 1975 | Los Pasteles Verdes. Vol. II                                | Infopesa                         | LP      | Los Pasteles Verdes             |
| 1975 | Con mucho amor                                              | Infopesa, Fénix                  | LP      | Los Pasteles Verdes             |
| 1976 | Mañana de amor                                              | Infopesa                         | LP      | Los Pasteles Verdes canta Aldo  |
| 1976 | Los Pasteles Verdes. Vol. III                               | Infopesa                         | LP      | Los Pasteles Verdes             |
| 1977 | Mi amor imposible                                           | Infopesa                         | LP      | Aldo y Los Pasteles Verdes      |
| 1977 | El Disco de Oro                                             | Infopesa                         | LP      | Aldo y Los Pasteles Verdes      |
| 1977 | ...Nuevo Horizonte..!                                       | Discolando Records & Tapes Corp. | LP      | Los Pasteles Verdes             |
| 1977 | Pequeña niña                                                | Orfeón                           | LP      | Los Pasteles Verdes             |
| 1977 | Los Fabulosos Pasteles Verdes                               | Infopesa                         | LP      | Los Pasteles Verdes             |
| 1978 | Ruega Por Nosotros - Vol. 4                                 | Velvet                           | LP      | Los Pasteles Verdes             |
| 1978 | Ámame... Ámame...                                           | Infopesa                         | LP      | Aldo y Los Pasteles Verdes      |
| 1978 | Joya Musical en 30 Éxitos Originales de Los Pasteles Verdes | Orfeón                           | LP      | Los Pasteles Verdes             |
| 1978 | Hipocresía                                                  | DIMSA, Orfeón                    | LP      | Los Pasteles Verdes             |
| 1978 | Esclavo y amo                                               | DIMSA, Orfeón                    | LP      | Los Pasteles Verdes             |
| 1979 | Mi Amor Imposible                                           | DIMSA                            | LP      | Los Pasteles Verdes             |
| 1980 | Los Pasteles Verdes en U.S.A.                               | Infopesa                         | LP      | Los Pasteles Verdes             |
| 1981 | Solitario                                                   | MICSA                            | LP      | Los Pasteles Verdes             |
| 1982 | 15 Éxitos de Los Pasteles Verdes                            | Discos Gas                       | LP      | Los Pasteles Verdes             |
| 1983 | 14 Éxitos Románticos                                        | Velvet                           | LP      | Los Pasteles Verdes             |
| 1983 | Grandes Éxitos con Los Pasteles Verdes                      | Profomex                         | LP      | Los Pasteles Verdes             |
| 1984 | No fuiste fiel                                              | MICROFÓN ARGENTINA               |         | Aldo y Los Pasteles Verdes      |
| 1985 | Los Pasteles Verdes                                         | Discos Gas                       | Casete  | Los Pasteles Verdes             |
| 1986 | Recuerdos de una noche tropical                             | Horóscopo                        | LP      | Aldo Guibovich y sus Pasteles   |
| 1986 | Baladas & Cumbias                                           | Infopesa                         | LP      | Los Pasteles Verdes             |
| 1987 | 21 Éxitos                                                   | Luna Internacional               | LP      | Los Pasteles Verdes             |
| 1989 | Clásico                                                     | Discos Gas                       |         | Los Pasteles Verdes             |
| 1990 | Corazón solitario                                           | Discos Luna                      | LP      | Los Pasteles Verdes             |
| 2002 | Recopilación de éxitos                                      | Universal                        |         | Los Pasteles Verdes             |
| 2014 | 60 Éxitos del Nuevo Milenio                                 | SKALONA RECORDS                  |         | Aldo y Los Pasteles Verdes      |
| 2015 | Éxitos Eternos                                              | Infopesa                         | CD      | Los Pasteles Verdes             |
| 2016 | Alguien Cantó                                               | SKALONA RECORDS                  | CD      | Los Pasteles Verdes® canta Aldo |
| 2018 | Esclavo y amo (Grandes Éxitos)                              | TITANIO RECORDS                  | CD      | Los Pasteles Verdes®            |
| 2018 | Amantes...                                                  | TITANIO RECORDS                  | CD      | Los Pasteles Verdes®            |